# Spencer Wilton
Spencer Wilton (1 de fevereiro de 1973) é um ginete britânico, especialista em adestramento, medalhista olímpico por equipes na Rio 2016.

## Carreira
Spencer Wilton por equipes conquistou a medalha de prata montando Super Nova II.